# Proletkult

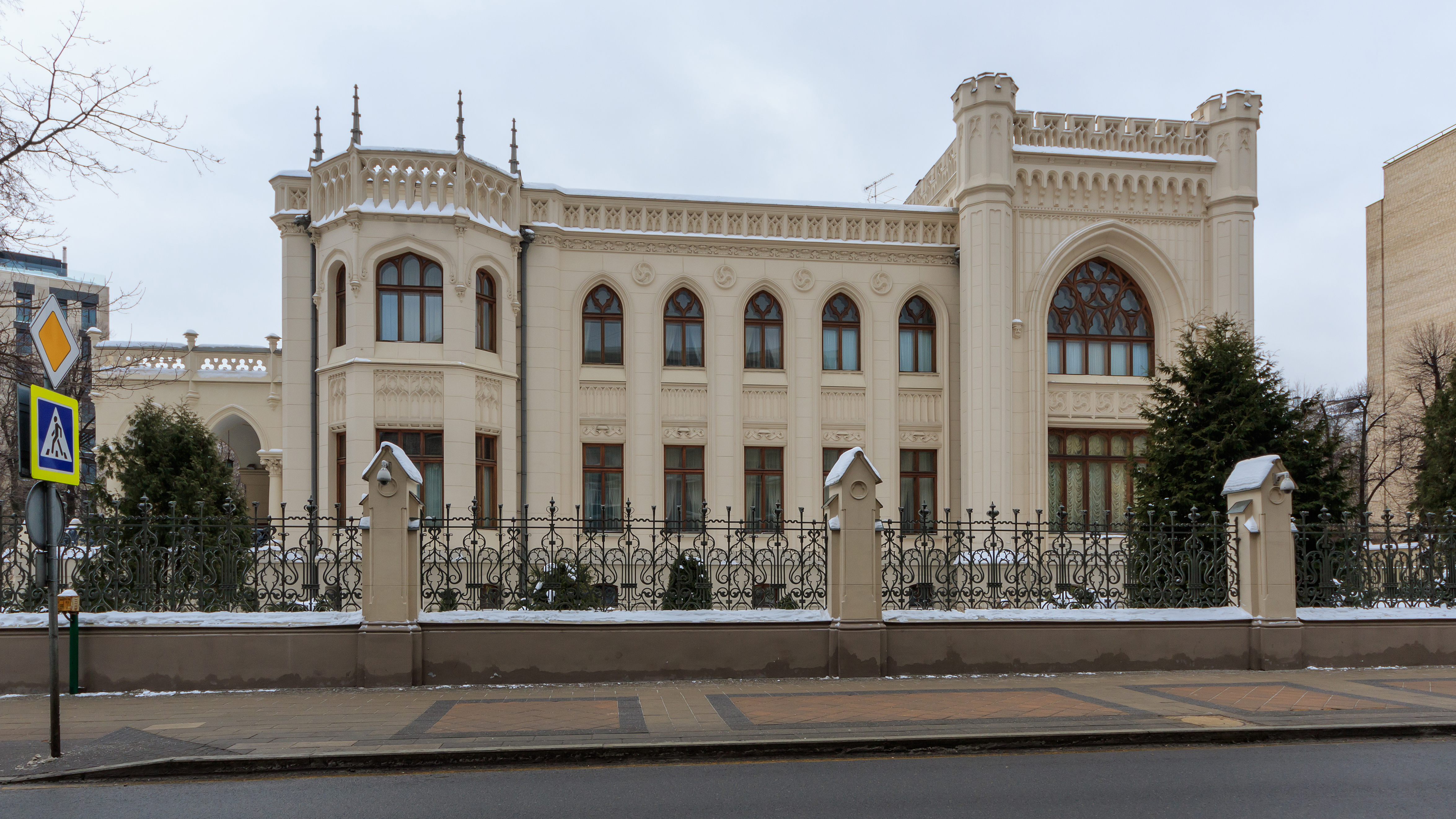
Mosca, Sede di Proletkult

Proletkul't (in russo Пролетку́льт?, Proletkúl't) è l'abbreviazione di Пролетарские культурно-просветительные организации (traslitterato: Proletarskie kul'turno-prosvetitel'nye organizacii, «Organizzazione Culturale-educativa Proletaria»), un organismo fondato in Unione Sovietica nel 1917 con lo scopo, secondo le formulazioni teoriche del critico marxista Aleksandr Bogdanov, di fornire le basi di una vera arte proletaria, vale a dire di un'arte creata dai proletari per i proletari, priva di tutte le vestigia della cultura borghese.

## Storia
Il Proletkul't fu fondato poche settimane prima della Rivoluzione d'ottobre. Dopo l'istaurazione della RSFSR venne posto alle dipendenze del Commissariato del popolo per l'istruzione.
Sovvenzionata dallo Stato, ma indipendente dal controllo del Partito Comunista, Proletkult organizzò circoli artistici e letterari e centri di educazione per gli operai; istituì quindi in tutto il paese corsi e seminari nei quali si insegnava a leggere ai lavoratori e li si incoraggiava a scrivere lavori teatrali, romanzi e poesie.
Alla fine del 1920 il Proletkul't aveva quasi mezzo milione di iscritti, cioè circa quanti il Partito Comunista.
L'organizzazione finì dopo che Lenin ebbe condannato il «bogdanovismo», e nel 1932 fu abolito.